# AKI-AHOB-ombouwprogramma

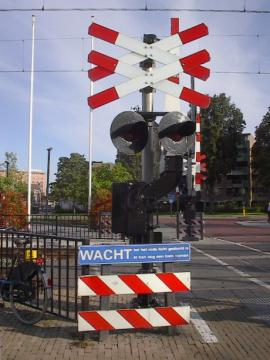
Andreaskruisen bij een spoorwegovergang in Enschede

Het AKI-AHOB-ombouwprogramma was een deelprogramma van het Programma Verbeteren Veiligheid Overwegen (PVVO) van ProRail. In dit deelprogramma zijn vrijwel alle ongeveer 600 (stand 2000) Nederlandse overwegen met een AKI-beveiliging naar een overweg met een AHOB-beveiliging omgebouwd. De uitvoering begon in de tweede helft van 2000 en werd in de loop van 2007 afgerond.

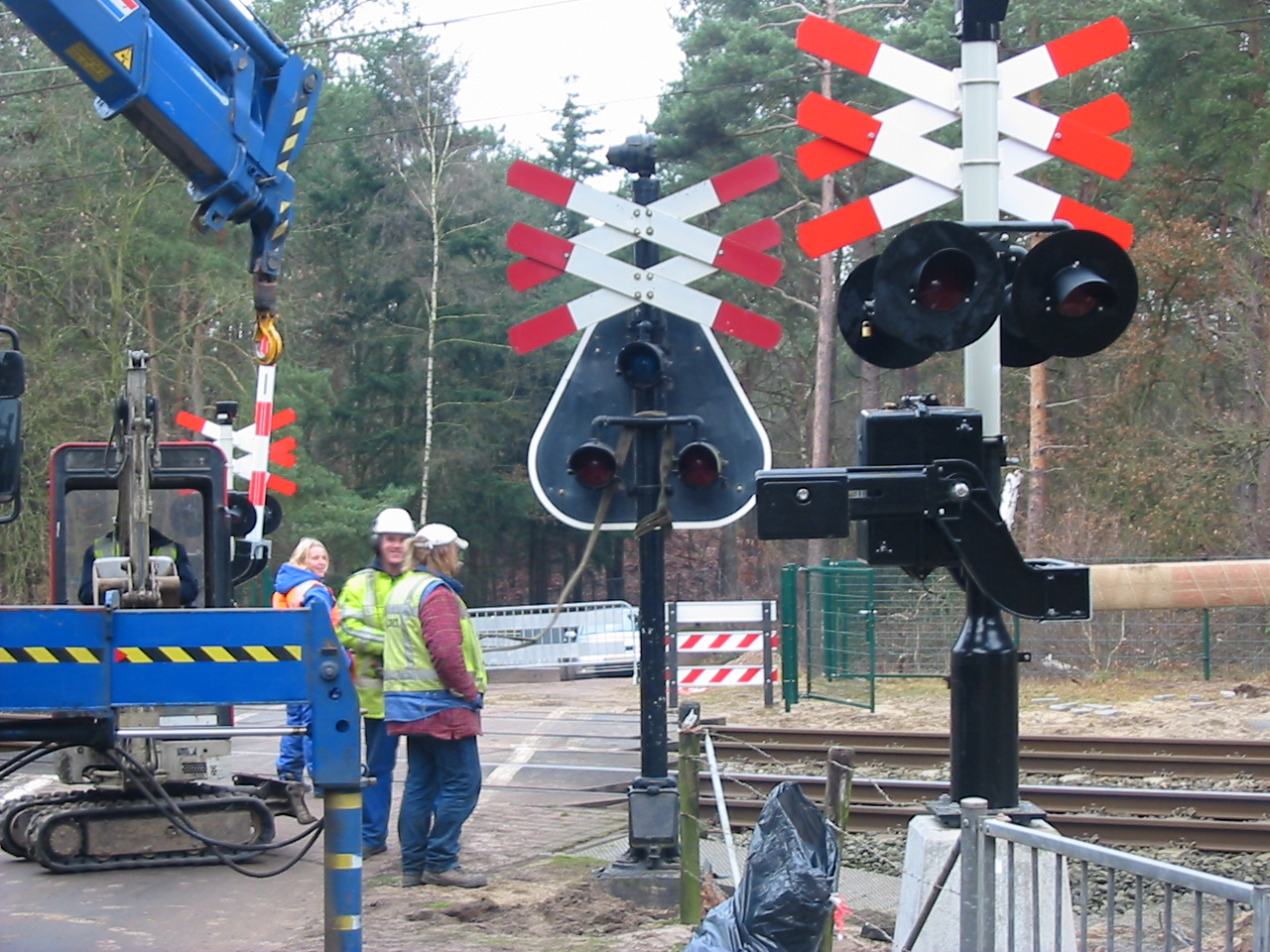
Ombouw overweg Brandsweg in Nunspeet. De oude AKI en de nieuwe Mini-AHOB staan hier naast elkaar.

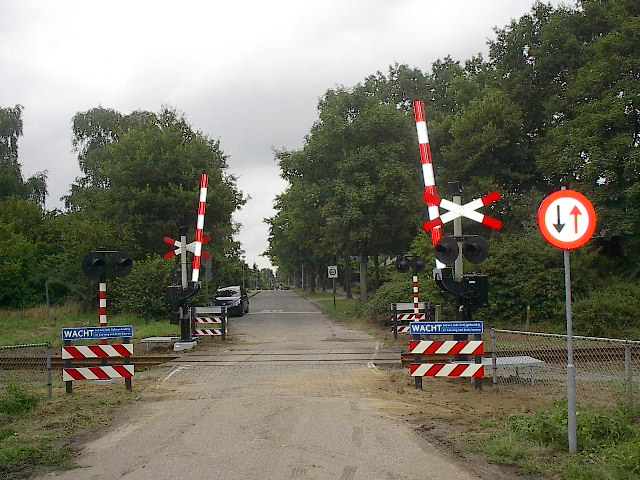
Spoorwegovergang ná AKI-AHOB-ombouw

Het aantal botsingen op een AKI lag gemiddeld beduidend hoger dan op een AHOB. Al in 1991 schreef de toenmalige minister van Ministerie van Verkeer en Waterstaat in een brief aan NS Infra Beheer (nu ProRail) dat AKI’s “geen adequate beveiliging meer vormen”. Naar aanleiding hiervan zijn er tussen 1991 en 2000 al zo’n tweehonderd AKI’s omgebouwd en enkele opgeheven.
Vanaf 2000 stelde het Verkeer & Waterstaat geld beschikbaar om in een versneld tempo alle AKI’s naar AHOB’s om te bouwen en daarmee het aantal botsingen omlaag te brengen. Na een Europese aanbesteding ging in oktober 2000 de AKI-AHOB-ombouw officieel van start. Drie aannemers (Volker Stevin Rail & Traffic (nu VolkerRail), BAM en Strukton) en twee ingenieursbureaus (Holland Railconsult (nu Movares) en Arcadis) richtten daartoe een vennootschap onder firma onder de naam X-pact op, die de ombouw ging uitvoeren.

## Projectverloop
De AKI’s zijn in tranches ingedeeld, elk met de looptijd van een jaar. De eerste tranche (vanaf september 2000) omvatte 40 risicovolle overwegen, over het hele land verspreid. Vanaf de tweede tranche is er lijnsgewijs omgebouwd. De tweede tranche liep vanaf september 2001 en omvatte 80 overwegen. Vanaf de derde tranche (start september 2002) zijn dat 120 overwegen per tranche. In september 2004 is de vijfde tranche van start gegaan. Formeel is de laatste AKI in december 2006 omgebouwd, maar enkele zijn nog in 2007 omgebouwd (of opgeheven).

## Mini-AHOB
Veel AKI-overwegen liggen in landelijk gebied en zijn vaak in verhouding smal. Speciaal voor smalle overwegen is de Mini-AHOB ontwikkeld.